# Isle La Motte
Isle La Motte è un comune nonché isola del lago Champlain negli Stati Uniti d'America, situato nello Stato del Vermont, contea di Grand Isle. Si trova nei pressi dello sfocio del Richelieu River dal lago.